# أوسمة ونياشين وميداليات سلطنة عمان
أنشأت سلطنة عمان 16 وساما مدنيا و4 أوسمة عسكرية وذلك وفق ما جاء به المرسوم السلطاني رقم 7 / 2011 الذي صدر في 24 يناير 2011 في الجريدة الرسمية عدد 928 (٩٢٨) في 1 فبراير 2011 المتعلق بإصدار قانون الأوسمة المدنية والعسكرية،

## الأوسمة المدنية
- وسام آل سعيد - عام 1913 من قبل السلطان فيصل بن تركي
- وسام عمان المدني - عام 1970 - (خمس درجات)
- وسام الرسوخ ويتواجد - (ثلاث درجات)
- وسام السلطان قابوس - عام 1985 - (ثلاث درجات)
- وسام الإشادة السلطانية - (ثلاث درجات)
- وسام صاحب الجلالة السلطان قابوس سعيد الُمعظم
- وسام نهضة ُعمان - عام 1972 - (ثلاث درجات)
- وسام النهضة الأعظم - عام 1982
- وسام الاستحقاق - عام 1982 - (درجتان)
- وسام النعمان، - (ثلاث درجات)
- وسام التكريم
- وسام الامتياز - عام 1978
- وسام السلطان قابوس للثقافة والعلوم والفنون والآداب - عام 1990 - (ثلاث درجات)
- وسام الاستحقاق للثقافة والعلوم والفنون والآداب - (ثلاث درجات)
- وسام التقدير للخدمة المدنية الجيدة - (درجتان)

## الأوسمة العسكرية
- وسام عمان العسكري - (خمس درجات)
- وسام الطغرائية السلطانية الخاصة
- وسام الأمجاد العسكري - (ثلاث درجات)
- وسام الاستحقاق العسكري - (ثلاث درجات)

## طالع
- أنطونيو برييتو باريو - شرائط أوسمة عمان - الصفحة الأولى - الصفحة الثانية - الصفحة الثالثة
- كتاب “الأوسمة والنياشين والميداليات في سلطنتي عُمان وزنجبار”[2]